# Kanesiro Takesi
Kanesiro Takesi (金城武; Hepburn: Kaneshiro Takeshi; mandarin pinjinnel Jīnchéng Wǔ, magyaros átírással: Csin-cseng Vu; kantoni jűtphinggel Gam1 Sing4 Mou5, magyaros átírással: Kam-szing Mou; Tajpej, 1973. október 11.–) japán színész és énekes, édesanyja tajvani származású. Több nemzetközi díjat nyert filmben szerepelt, mint például a Csungking expressz vagy A repülő tőrök klánja. A Time magazin olyan színésznek tartja, aki „sokoldalú színészi képességekkel rendelkezik” és „Ázsia Johnny Deppjének” nevezte.

## Élete és pályafutása
Kanesiro Tajvanon született, édesapja japán, édesanyja tajvani. Gyerekkorában kevert származása miatt beilleszkedési problémákkal küzdött az iskolában, ahol gyakran volt gúnyos megjegyzések céltáblája, emiatt később a japán iskolából a Taipei American Schoolba íratták át. Származása és neveltetése miatt több nyelven, mandarinul, kantoniul, japánul és angolul is folyékonyan beszél.
Pályafutása reklámfilmekkel kezdődött, 15 éves korában pedig lemezszerződést ajánlottak neki. 1992-től kezdve mandarin és kantoni nyelven is jelentek meg lemezei, majd tajvani vígjátékokban játszott. 1994-ben Vóng Ká-vaj (Wong Kar-wai) hongkongi rendező szerepet ajánlott neki a Csungking expressz című filmjében.
1998-ban elkezdődött japán filmes karrierje is a God Please Give Me More Time című minisorozattal, melyben egy zenészt alakított, aki beleszeret egy HIV-pozitív lányba. Több japán produkció mellett továbbra is játszott tajvani és hongkongi filmekben is. 2004-ben Csang Ji-mou (Zhang Yimou) Oscar-díjra jelölt alkotásában, A repülő tőrök klánjában Csang Ce-ji (Zhang Ziyi) partnere volt. 2007-ben Jet Livel szerepelt a Keleti szélben, 2008-ban John Woo Vörös szikla című alkotásában játszott, 2011-ben Donnie Yennel a Wu Xiában dektektívet alakított.
Bár Tajvanon nőtt fel, japán állampolgár, ami miatt 2008-ban kizárták a Golden Horse Awardsról. Kanesirot a legjobb tajvani filmes kategóriájában jelölték, de a szervezők döntése alapján a jelölést visszavonták a színész japán állampolgársága miatt.
A színész a médiától teljesen elzárkózva él, magánéletéről egyáltalán nem beszél, ami pletykákat indított el a szexuális hovatartozásáról. Igen kedvelt reklámszínész.

## Filmográfia

### Filmek
- Sons of the Neon Night (2021)
- This Is Not What I Expected (2017)
- See You Tomorrow (2016)
- The Crossing 2 (2015)
- The Crossing (2014)
- Wu Xia (2011)
- Vörös szikla II. (2009)
- K-20: Legend of the Mask (2008)
- Vörös szikla (2008)
- Accuracy of Death / Suwito rein: Shinigami no seido (2008)
- Keleti szél (2007)
- Confession of Pain (2006)
- Perhaps Love (2005)
- A repülő tőrök klánja (2004)
- Turn Left, Turn Right (2003)
- A begyűjtő (2002)
- Lavender (2000)
- Space Travelers (2000)
- Tarzan (1999; Tarzan kantoni, mandarin és japán szinkronhangja)
- Tempting Heart (1999)
- Sleepless Town (1998)
- Anna Magdalena (1998)
- Too Tired to Die (1998)
- First Love: The Litter on the Breeze (1997)
- The Odd One Dies (1997)
- Downtown Torpedoes (1997)
- Hős (1997)
- The Jail In Burning Island (1997)
- Misty (1996)
- Dr. Wai, a láda szelleme (1996)
- Lost and Found (1996)
- Forever Friends (1996)
- The Feeling of Love (1996)
- Trouble Maker (1995)
- School Days (1995)
- China Dragon (1995)
- Forever Friends (1995)
- Bukott angyalkák (1995)
- Young Policemen in Love (1995)
- No Sir (1994)
- The Wrath of Silence (1994)
- Don't Give a Damn (1994)
- Mermaid Got Married (1994)
- Csungking expressz (1994)
- Heroic Trio 2: Executioners (1993)

### Televíziós filmek és sorozatok

#### Japán
- Golden Bowl (2002) (ゴールデンボウル)
- Love 2000 (2000) (二千年の恋)
- God, Please Give Me More Time (1998)(神様、もう少しだけ)
- The Miracle on a Christmas Night (1995) (聖夜の奇跡)

#### Hongkong
- Colour Of Amour (1995)

#### Tajvan
- Grass Scholar (1992)

### Videojátékok
- Onimusha: Warlords (2001) (VG) - Akecsi Szamanoszuke hangja
- Onimusha 3: Demon Siege (2004) - (VG) Akecsi Szamanoszuke hangja